# 공룡 100만년 똘이
《공룡 100만년 똘이 ─일명·원시소년─》는 한국에서 제작된 김청기 감독의 1981년 애니메이션 영화이다. 황기태 등이 제작에 참여하였다.

## 스태프
- 제작: 황기태
- 기획: 김춘호, 김태준
- 각본: 조항리
- 원화: 마현덕, 이영길
- 동화: 정한영, 정웅천, 이호세
- 선화: 양동욱, 장해련
- 채화: 최희숙, 오희자, 이옥경, 김승철, 박재경, 이민우
- 배경: 최용대, 임종우, 이강열, 전극선
- 그림효과: 배상준
- 촬영: 유승택, 박미숙
- 편집: 박덕열
- 음악: 정민섭
- 노래: 정여진 (언급되지 않음)
- 녹음: 윤창국
- 효과: 윤덕영
- 제작진행: 김춘범
- 녹음: 청맥녹음실
- 현상: 세방현상소
- 협찬: 소년한국일보, 새소년사
- 감독: 김청기

## 같이 보기
- 똘이장군
- 제3땅굴편 똘이장군
- 꼬마어사 똘이